# Мирицэ, Влад

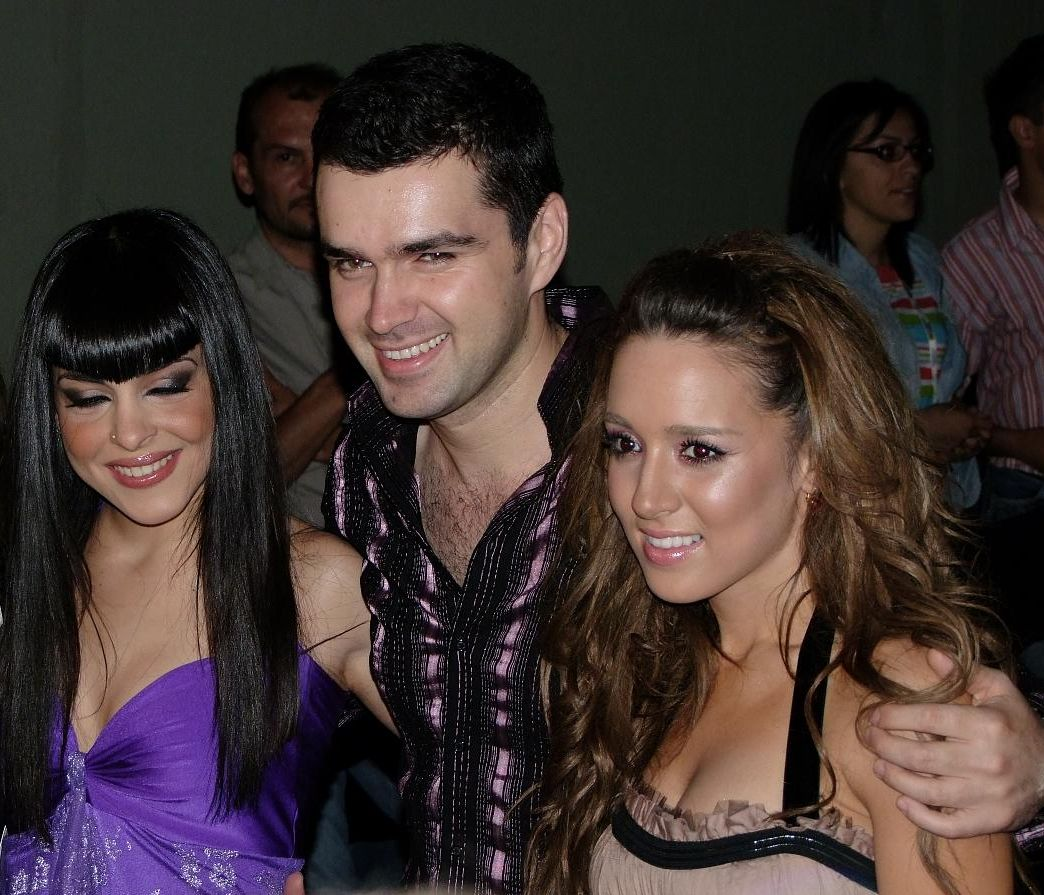
Евдокия Кади, Влад Мирицэ и Каломира на вечеринке Евровидения 16 мая 2008

Влад Мирицэ (рум. Vlad Miriță), известный также как Влад (рум. Vlad; род. 2 августа 1981, Тырговиште) — румынский тенор.

## Биография
В 16 лет начал готовиться к профессиональной музыкальной карьере, выступая с местным хором «Armonia Valaha Choir» на различных музыкальных конкурсах. C 2001 — участник восточноевропейского камерного коллектива «Madrigal». В 2002 стал участником «National Pop Festival 2002». В 2005 получил второе место на международном фестивале теноров «Traian Grozăvescu», который состоялся в Лугоже. В 2006 был признан стипендиатом Оперного театра в Бухаресте.
В 2008 исполнитель в дуэте с Николеттой Матеи стал победителем национального отборочного конкурса, по итогам которого ежегодно избирается участник от Румынии на конкурс песни Евровидение. На конкурсе дуэт исполнил песню «Pe-o margine de lume» на двух языках — итальянском и румынском. В первом полуфинале румынские конкурсанты получили достаточно высокий балл для попадания в финал конкурса. Однако выступление в финале оказалось малоудачным — с результатом 45 баллов дуэт финишировал только двадцатым.
После Евровидения певец выпустил свой дебютный альбом «I’ll Be with You», заглавная композиция к которому была исполнена в дуэте с Сарой Брайтман.